# 大分県道698号西大山大野日田線
大分県道698号西大山大野日田線（おおいたけんどう698ごう にしおおやまおおのひたせん）は、大分県日田市を通る一般県道である。

## 概要
日田市大山町西大山から日田市前津江町柚木に至る。

### 路線データ
- 起点：大分県日田市大山町西大山[1]（国道212号交点）
- 終点：大分県日田市前津江町柚木[1]（福岡県道・大分県道106号朝田日田線交点）

## 歴史
- 1973年（昭和48年）4月2日 - 大分県告示第250号により西大山大野日田線として路線認定[2]。

## 路線状況

### 重複区間
- 大分県道・熊本県道9号日田鹿本線（日田市前津江町大野 地内）
- 大分県道673号小畑日田線（日田市前津江町柚木）

### 道路施設

#### トンネル
- 太郎浦トンネル：延長615 m、2003年（平成15年）竣工、日田市

## 地理

### 通過する自治体
- 日田市

### 交差する道路
| 交差する道路                                 | 交差する場所 | 交差する場所 |
| -------------------------------------------- | ------------ | ------------ |
| 国道212号                                    | 大山町西大山 | 起点         |
| 大分県道・熊本県道9号日田鹿本線 重複区間起点 | 前津江町大野 |              |
| 大分県道・熊本県道9号日田鹿本線 重複区間終点 | 前津江町大野 |              |
| 大分県道673号小畑日田線 重複区間起点         | 前津江町柚木 |              |
| 大分県道673号小畑日田線 重複区間終点         | 前津江町柚木 |              |
| 福岡県道・大分県道106号朝田日田線            | 前津江町柚木 | 終点         |

### 沿線
- 日田市立前津江小学校
- 日田市立前津江中学校